# サウンド・オブ・パーサヴィーランス
『サウンド・オブ・パーサヴィーランス』（The Sound of Perseverance）は、アメリカのデスメタルバンド、デスによる7作目で最後のスタジオ・アルバムである。ニュークリア・ブラストによって1998年8月31日にリリースされた。
ジーン・ホグランやショーン・ライナートなどの以前のドラマーの伝統の中で、ドラマーとその後のリチャード・クリスティにとって画期的なアルバムだった。6曲目「Voice of the Soul」は、バンドの他のほとんどすべての作品と対照的で、柔らかいギターとパーカッションの欠如が含まれている。1999年3月]に行われたインタビューで、チャック・シュルディナーは、アコースティックギター主導の「Voice of the Soul」は『シンボリック』制作中に書かれたと述べている。デスによって生み出されたインストゥルメンタルは2曲だけである（もう1曲は『ヒューマン』に収録されている「Cosmic Sea」）。このアルバムでは、ジューダス・プリーストの「ペインキラー」のカバーをした。

## トラック
| 全作詞・作曲: チャック・シュルディナー, except where noted。 |                                                |                                               |                                               |      |
| #                                                            | タイトル                                       | 作詞                                          | 作曲・編曲                                    | 時間 |
| 1.                                                           | 「Scavenger of Human Sorrow」                  | チャック・シュルディナー , except where noted | チャック・シュルディナー , except where noted | 6:56 |
| 2.                                                           | 「Bite the Pain」                              | チャック・シュルディナー , except where noted | チャック・シュルディナー , except where noted | 4:29 |
| 3.                                                           | 「Spirit Crusher」                             | チャック・シュルディナー , except where noted | チャック・シュルディナー , except where noted | 6:47 |
| 4.                                                           | 「Story to Tell」                              | チャック・シュルディナー , except where noted | チャック・シュルディナー , except where noted | 6:34 |
| 5.                                                           | 「Flesh and the Power It Holds」               | チャック・シュルディナー , except where noted | チャック・シュルディナー , except where noted | 8:26 |
| 6.                                                           | 「Voice of the Soul」(instrumental)            | チャック・シュルディナー , except where noted | チャック・シュルディナー , except where noted | 3:43 |
| 7.                                                           | 「To Forgive Is to Suffer」                    | チャック・シュルディナー , except where noted | チャック・シュルディナー , except where noted | 5:55 |
| 8.                                                           | 「A Moment of Clarity」                        | チャック・シュルディナー , except where noted | チャック・シュルディナー , except where noted | 7:25 |
| 9.                                                           | 「Painkiller」(ジューダス・プリーストのカバー) | チャック・シュルディナー , except where noted | チャック・シュルディナー , except where noted | 6:02 |
| 合計時間:                                                    | 合計時間:                                      | 56:17                                         |                                               |      |

## 参加メンバー
- チャック・シュルディナー (vo/gt)
- シャノン・ハム (gt)
- スコット・クレンデニン (ba)
- リチャード・クリスティ (dr)